# غول سرخ (مقاطعة فيروزآباد)
غول سرخ (بالإنجليزية: Sherkat-e Gol Sorkh Meymand)‏ هي human-geographic territorial entity تقع في فارس في إيران. يقدر عدد سكانها بـ 26 نسمة .